# Pedro Nieto Montañés
Pedro Nieto Montañés fue un escultor español del siglo XVII especializado en imaginería religiosa.

## Biografía y obra
No se conoce la fecha exacta de su nacimiento y muerte, su actividad artística está documentada en Sevilla entre los años 1610 y  1643. Se formó como aprendiz durante siete años (1610-1617) en el taller de Francisco de Ocampo y Felguera.
Su obra consistió principalmente en imágenes religiosas destinadas a grupos escultóricos, muchas de ellas encargadas por diferentes hermandades de Sevilla. La mayoría están confeccionadas con pasta policromada, material que tenía algunas ventajas sobre la madera, como su mayor economía y menor peso. 
Entre las figuras de su autoría que se conocen: 
- San Dimas y Gestas crucificados para el misterio del Cristo de la Conversión (obra de Juan de Mesa) al Buen Ladrón de la Hermandad de Montserrat (Sevilla), realizados en 1628.

- En el año 1630 talló un Crucificado para la Hermandad de la Esperanza Macarena (Sevilla), que desapareció destruido en el incendio provocado de la iglesia de San Gil ocurrido en el año 1936.

- En 1633 realizó un misterio encargado por la Hermandad de La Quinta Angustia (Sevilla) formado por José de Arimatea, Nicodemo, San Juan, María Magdalena, Salomé y Cleofás, aunque la mayoría de historiadores dudan de que las imágenes actuales de la corporación sean las primitivas, pues las actuales son de madera y mayor calidad, siguiendo el estilo barroco introducido por José de Arce y muy posiblemente realizadas por Pedro Roldán, autor del Cristo del Descendimiento. Hay quien afirma que los ladrones de Montserrat formarían parte de este primitivo misterio, pero hay discordancia de fechas, por lo que parece poco probable.

- De 1638 data un Cristo caído portando la cruz para la Hermandad de Las Tres Caídas de San Isidoro (Sevilla) que aún la conserva en sus dependencias, ya que décadas después se realizó la imagen actual.